# Robert Evans (Filmproduzent)

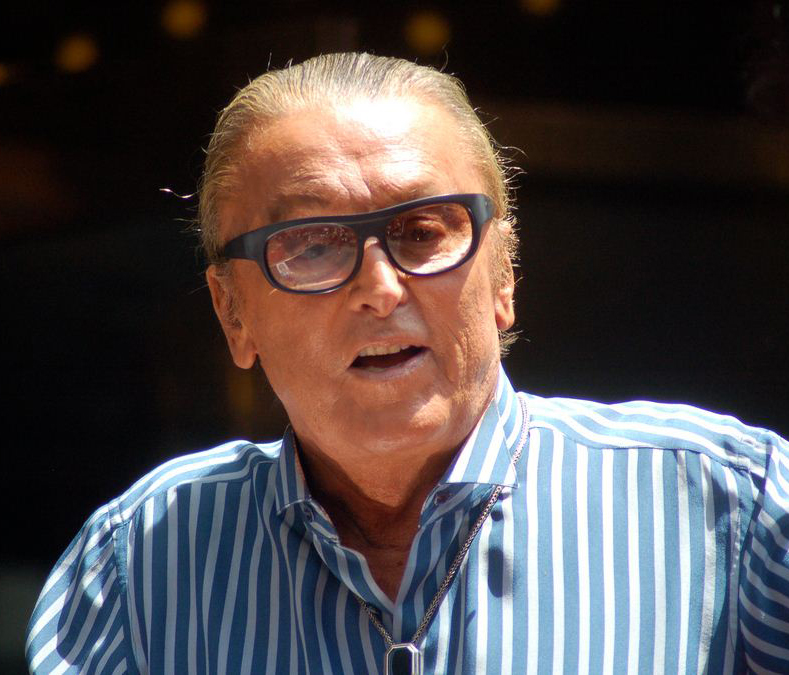
Robert Evans (2012)

Robert Evans, ursprünglich Robert J. Shapera, Spitzname The Kid (* 29. Juni 1930 in New York City; † 26. Oktober 2019 in Beverly Hills) war ein US-amerikanischer Filmproduzent, Schauspieler und Moderator. In den 1960er und 1970er Jahren zählte er zu den erfolgreichsten Filmproduzenten und war an Filmklassikern wie Rosemaries Baby, Love Story, Der Pate und Chinatown beteiligt.

## Leben und Werk

### Frühes Leben und Schauspielkarriere
Evans wuchs als Kind jüdischer Eltern im West End von New York auf. Sein Vater hatte eine gutgehende Zahnarztpraxis in Harlem, seine Mutter stammte aus einer wohlhabenden Familie. Er hatte einen älteren Bruder und eine jüngere Schwester. Irgendwann beschloss der Vater, die gesamte Familie Shapera nach dem Geburtsnamen seiner Mutter in Evans umzubenennen, was in den Vereinigten Staaten namensrechtlich möglich ist.
Schon als Kind wollte Robert Evans, der sehr gut Stimmen imitieren konnte, Schauspieler werden. Bereits als 12-Jähriger bekam er eine Sprechrolle als Nazi-Offizier in einer Radioproduktion. Als 14-Jähriger war er fester Mitarbeiter der in den 1940er Jahren populären Radioshow Let’s Pretend.
Nach seinem High-School-Abschluss zog er zunächst nach Miami Beach und wurde DJ in einem großen Hotel. Eine Zeitlang war er für die Modefirma seines Bruders Charles tätig und richtete unter anderem eine Boutique in Hollywood ein. An einem Swimmingpool lernte er zufällig die einflussreiche Ex-Schauspielerin Norma Shearer kennen, die Witwe des verstorbenen Hollywood-Tycoons Irving Thalberg. Sie erkannte in dem jungen Evans eine gewisse Ähnlichkeit mit ihrem früh verstorbenen Mann und vermittelte ihm 1957 die Rolle des Irving Thalberg in der Filmbiografie Der Mann mit den 1000 Gesichtern (The Man of Thousand Faces; Regie: Joseph Pevney) über den Stummfilmstar Lon Chaney, der von James Cagney gespielt wurde. Der Film wurde allerdings ein Flop und Evans erhielt für seine Darstellung vernichtende Kritiken.
Dennoch schaffte er es mit Hilfe einflussreicher Freunde im selben Jahr erneut, eine Nebenrolle in einem A-Film zu erhalten. In Zwischen Madrid und Paris (The Sun Also Rises) unter der Regie von Henry King nach dem Roman Fiesta von Ernest Hemingway spannte er als Stierkämpfer Pedro Romero Tyrone Power dessen Geliebte Ava Gardner aus. Der Film war zwar sehr erfolgreich, brachte The Kid (wie ihn Studioboss Darryl F. Zanuck wegen seines „Milchgesichts“ getauft hatte) jedoch als Schauspieler nicht weiter.

### Karriere als Filmproduzent
Nach ein paar weiteren unbedeutenden Rollen beendete er seine Schauspielerlaufbahn. Er wandte sich der Filmproduktion zu und dies mit sehr großem Erfolg. In den 1960er Jahren wurde er Vizepräsident von Paramount Pictures und war verantwortlich für die Produktion zahlreicher Großprojekte. Während der 1970er-Jahre führte er die Paramount auf der Skala der zehn finanziell erfolgreichsten Studios in Hollywood vom neunten Rang auf den ersten Platz. Unter seiner Ägide entstanden Blockbuster und Kultfilme wie Rosemaries Baby (1968), Love Story (1970), Harold und Maude (1971), Der Pate (1972), Serpico (1973), Der Pate – Teil II (1974) und Der große Gatsby (1974). Evans gab 1974 die Leitung der Paramount ab, um als freier Produzent Filme wie Chinatown (1974), Der Marathon-Mann (1976) und Urban Cowboy (1980) zu produzieren. Durch seine finanzielle Beteiligung an vielen der Filmprojekte wurde Evans ein reicher Mann. Den Regisseuren seiner Produktionen, häufig junge Filmemacher wie Francis Ford Coppola, ließ Evans dabei einen für Hollywood-Verhältnisse relativ großen kreativen Freiraum. Er wird daher auch dafür gewürdigt, mit die Grundvoraussetzungen für die Entwicklung des „New Hollywood“-Kinos gelegt zu haben, das durch den großen kreativen Spielraum der Regisseure geprägt wurde.
In den 1980er Jahren begann sein Stern in Hollywood zu sinken, zumal Evans bei vielen seiner großzügig produzierten Filme das geplante Budget überschritt. Nach gigantischen finanziellen Verlusten 1984 durch Coppolas Film Cotton Club mit Richard Gere in der Hauptrolle fiel es Evans lange schwer, noch weitere Filmprojekte zu verwirklichen. In den 1990er Jahren holte ihn sein ehemaliger Mitarbeiter Stanley Jaffe – inzwischen Chef von Paramount – zurück, so dass er einige Projekte realisieren konnte: Er produzierte unter anderem Sliver – Gier der Augen (1993) mit Sharon Stone, Schlaflos in New York (1999) mit Steve Martin und Goldie Hawn sowie Wie werde ich ihn los – in 10 Tagen? (2003) mit Kate Hudson, die alle zumindest Achtungserfolge wurden. Er arbeitete anschließend noch an weiteren Filmen, aber Wie werde ich ihn los? blieb sein letztes bedeutendes Filmprojekt. Seine späteren Filme vermarktete Evans immer noch mit der Unterstützung von Paramount, im Juli 2019 wurde diese Zusammenarbeit nach 52 Jahren eingestellt, zumal Evans’ gesundheitlicher Zustand zu diesem Zeitpunkt bereits schwach war.
Die 1994 von Evans veröffentlichte Autobiografie The Kid Stays in the Picture (englisch für Abgerechnet wird zum Schluss, 1995 bei vgs, Köln, erschienen) wurde in den USA ein Bestseller und 2002 ebenfalls erfolgreich zu einem Dokumentarfilm gleichen Titels verarbeitet, der mehrere Preise erhielt. Evans gab darin einen höchst interessanten Einblick in die „Traumfabrik“, teilte gegen Kollegen aus und berichtete über sein Leben voller Höhen und Tiefen. Buch und Film bescherten dem exzentrischen Hollywood-Veteranen ein spätes Comeback vor allem als Selbstdarsteller. 2003 lief die von ihm konzipierte und gesprochene schräge Comic-Serie Kid Notorious, in der Evans in bizarre Abenteuer à la James Bond verwickelt war, im US-amerikanischen Fernsehen. Diese wurde allerdings nach einer Staffel eingestellt. Bei Sirius Satellite Radio führte er 2004 durch eine Radioshow mit dem Titel In Bed with Robert Evans.
In der Fernsehserie The Offer aus dem Jahr 2022 über die Entstehung von Der Pate wird er von Matthew Goode gespielt.

### Privatleben
Privat sorgte der umtriebige Evans vor allem durch zahllose Affairen mit Starlets und Stars stets für Schlagzeilen. Zu seinen „Eroberungen“, mit denen er meist nur wenige Wochen liiert war, gehörten Grace Kelly, Ava Gardner, Lana Turner, Soraya, Joan Collins und Lois Chiles. In den 1970er Jahren hatte er eine längere Beziehung mit der norwegischen Schauspielerin Liv Ullmann.
Bis zum Jahr 2005 war Evans insgesamt sieben Mal verheiratet, aber keine seiner Ehen dauerte mehr als drei Jahre. Seine erste Ehe mit Sharon Hugueny hielt von 1961 bis 1962. Nach seiner ersten Scheidung war er von 1963 bis 1965 mit Camilla Sparv verheiratet und von 1969 bis 1972 mit Ali MacGraw, die er mit dem Film Love Story zum Star machte. Mit ihr hatte er einen Sohn, Joshua Evans, der ebenfalls im Filmgeschäft als Filmproduzent, Drehbuchautor sowie Regisseur tätig ist. Von 1977 bis 1978 war er mit der bekannten Sportjournalistin und ehemaligen Miss America, Phyllis George, verheiratet. 1998 ging er eine bizarre Kurzehe mit Denver-Clan-Star Catherine Oxenberg ein. Evans’ Ehe mit Oxenberg wurde allerdings schon nach neun Tagen aufgehoben. Anschließend war er von 2002 bis 2004 mit Leslie Ann Woodward verheiratet und mit Victoria White von 2005 bis 2006, die er im August 2005 kurz nach seinem 75. Geburtstag in Mexiko heiratete. Sie reichte allerdings schon am 16. Juni 2006 wegen „unüberbrückbarer Differenzen“ die Scheidung ein. In Brett Morgens Verfilmung der Autobiografie The Kid Stays in the Picture von Ali MacGraw wird auch ausführlich auf Evans’ Beziehungen eingegangen.
In den 1980er Jahren sorgten vor allem Drogenprobleme, Aufenthalte in Gefängnissen und Psychiatrie, Mafia-Kontakte sowie der Mord an seinem Cotton Club-Geschäftspartner Roy Radin – bei dem Evans zeitweise als Verdächtiger galt – immer wieder für Negativschlagzeilen des einstigen Tycoons. Zwischenzeitlich war es ruhiger um ihn geworden. 1998 erlitt er einen Schlaganfall, von dem er sich im Zuge einer Therapie wieder erholte.
Robert Evans zählte einige Hollywood-Größen wie Jack Nicholson und Warren Beatty sowie den französischen Filmstar Alain Delon zu seinen Freunden.
Evans starb im Oktober 2019 im Alter von 89 Jahren in Kalifornien.

## Werke
- Abgerechnet wird zum Schluss. Ein Hollywood-Tycoon erinnert sich. vgs, Köln 1994 (englischer Originaltitel: The Kid Stays in the Picture. Hyperion, New York 1994)

## Filmografie (Auswahl)

### Als Schauspieler
- 1952: Schwarze Trommeln (Lydia Bailey)
- 1957: Der Mann mit den 1000 Gesichtern (Man of a Thousand Faces)
- 1957: Zwischen Madrid und Paris (The Sun Also Rises)
- 1958: Der Killer mit der sanften Stimme (The Fiend Who Walked the West)
- 1959: Alle meine Träume (The Best of Everything)
- 2002: The Kid Stays in the Picture (Dokumentarfilm, als er selbst)
- 2003: Kid Notorious (Stimme)

### Als Produzent
- 1974: Chinatown
- 1976: Der Marathon-Mann (Marathon Man)
- 1977: Schwarzer Sonntag (Black Sunday)
- 1979: Spiel mit der Liebe (Players)
- 1980: Urban Cowboy
- 1980: Popeye – Der Seemann mit dem harten Schlag (Popeye)
- 1984: Cotton Club (The Cotton Club)
- 1990: Die Spur führt zurück – The Two Jakes (The Two Jakes)
- 1993: Sliver
- 1996: Das Phantom (The Phantom)
- 1997: The Saint – Der Mann ohne Namen (The Saint)
- 1999: Schlaflos in New York (The Out-of-Towners)
- 2003: Wie werde ich ihn los – in 10 Tagen? (How To lose a Guy in 10 Days)
- 2016: Urban Cowboy (Fernsehfilm)